# Incurvaria masculella
The Feathered Diamond-back (Incurvaria masculella) là một loài bướm đêm thuộc họ Incurvariidae. Nó được tìm thấy ở châu Âu.

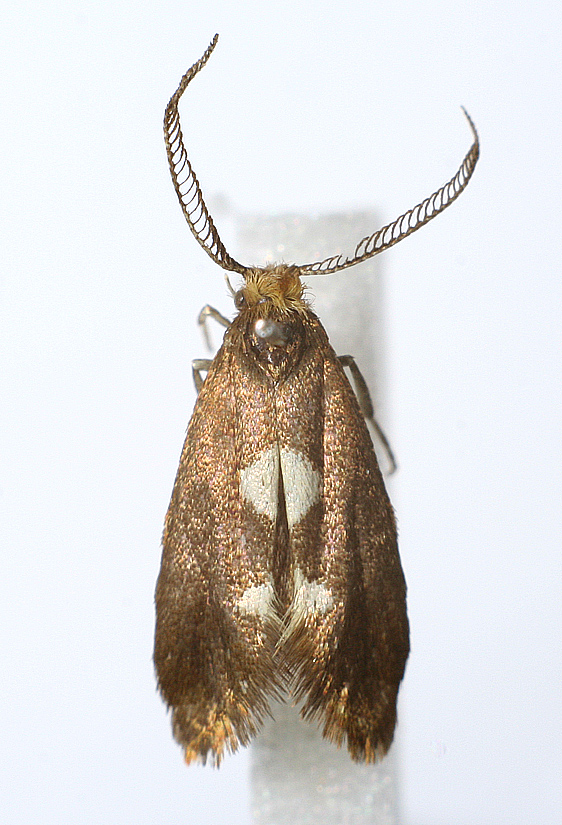
Mounted

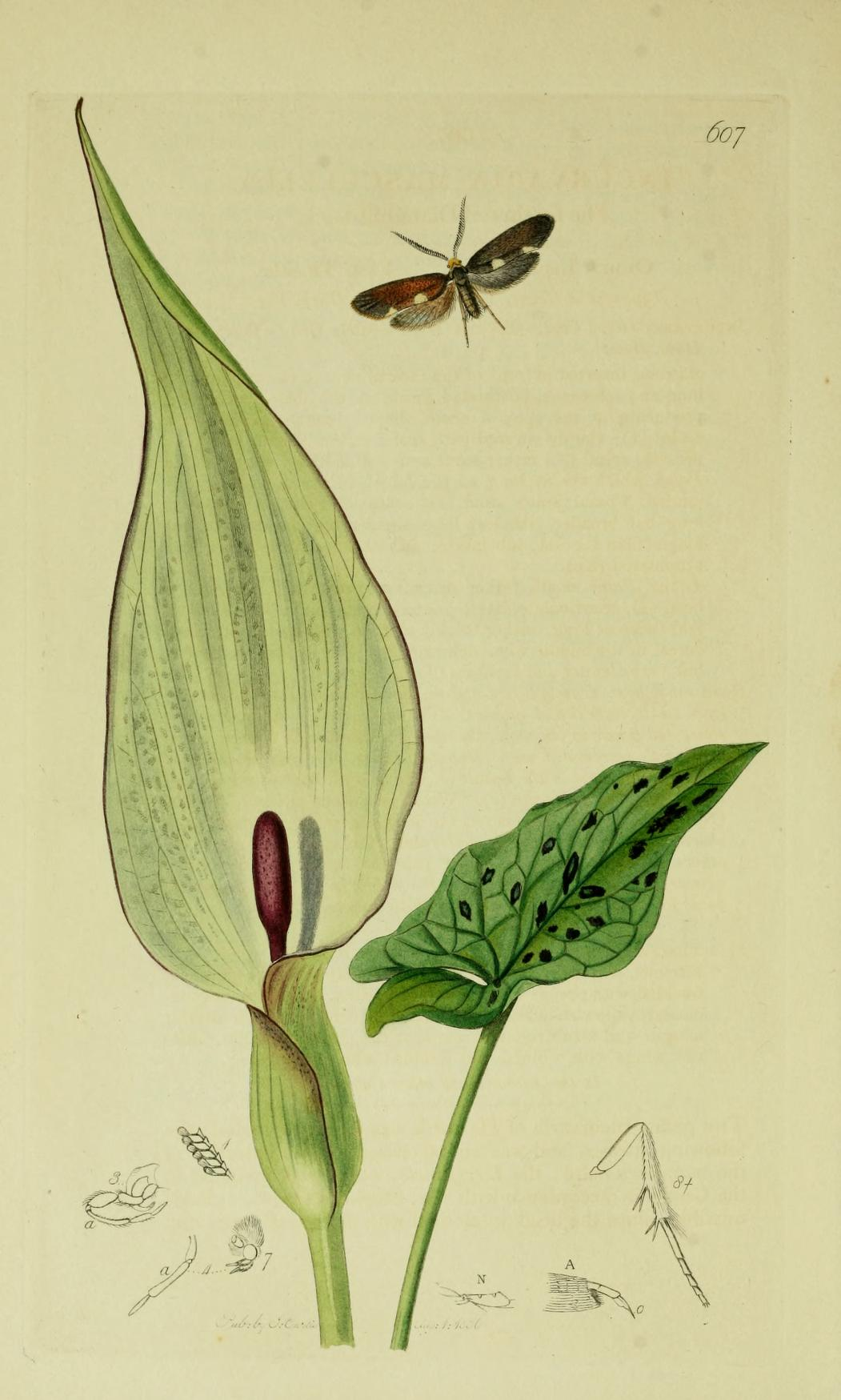
Minh họa từ John Curtis's British Entomology Volume 6

Sải cánh dài 12–16 mm. Con trưởng thành bay từ tháng 4 đến tháng 6 tùy theo địa điểm.
Ấu trùng ăn sồi, Sweet Chestnut, Corylus avellana, Tilia, Carpinus betulus, hoa hồng, Vaccinium và Crataegus.

## Hình ảnh

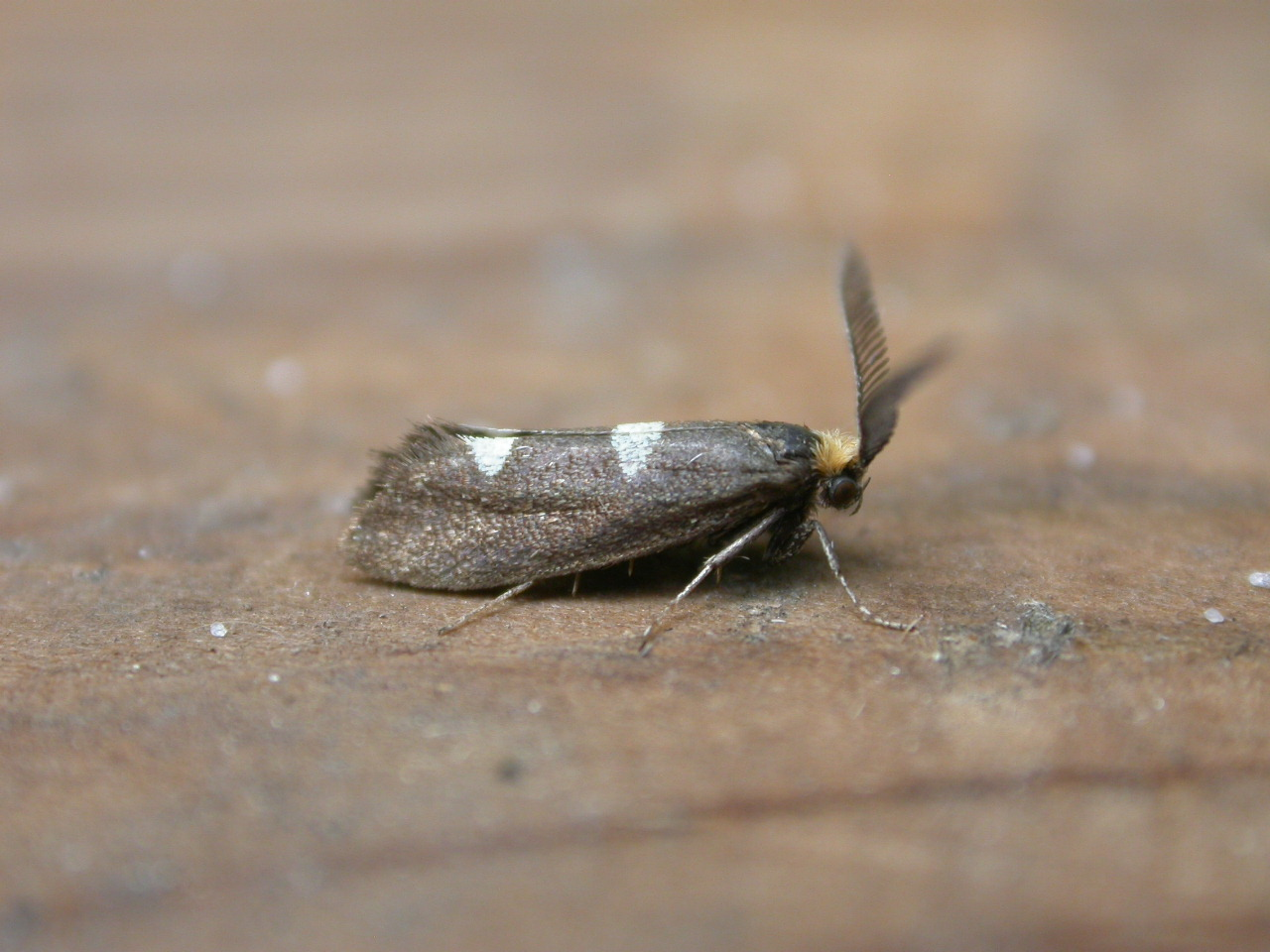
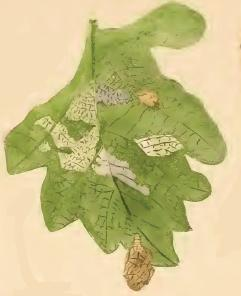
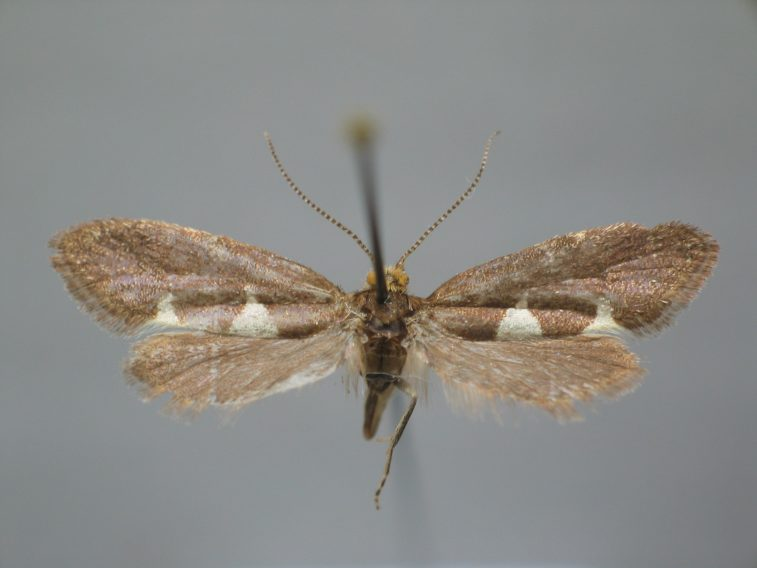
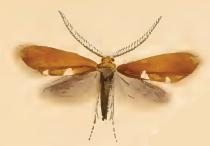